# Diaethria pandama
Diaethria pandama is een vlinder uit de onderfamilie Biblidinae van de familie Nymphalidae. De wetenschappelijke naam van de soort is, als Cyclogramma pandama, voor het eerst geldig gepubliceerd in 1848 door Edward Doubleday.